# حرب اللانهاية
حرب اللانهاية عبارة عن سلسلة محدودة من الكتب الهزلية ذات ستة أعداد  نشرتها مارفل كومكس في عام 1992. كتب السلسلة جيم ستارلين ورسمها رون ليم وإيان لافلين وآل ميلغروم و جاك مورلي ‏ وكريستي سكيل.
القصة هي تتمة مباشرة ل "الأحجار اللامتناهية" لعام 1991 ، وتبعها  اللانهاية الصليبية ‏ في عام 1993.

## تاريخ النشر
نُشرت السلسلة الرئيسية بين شهري تموز / يوليو وتشرين الثاني / نوفمبر عام 1992. كانت النقاط الهامة في الحُبكة أيضًا في وارلوك وساعة اللانهاية #7 -10 (بين شهري تموز / يوليو و تشرين الثاني / نوفمبر عام 1992) وكتبها أيضًا ستارلين.
كان للقصة روابط إضافية بما في ذلك رحلة ألفا ‏ #110-112 و كابتن أمريكا #408 و المتهور #310 و ديثلوك #16 و دكتور سترينج: ساحر العليا #42-47 و الأربعة المذهلون  #366 370 و حراس المجرة الجزء الأول ‏ #27-29 و مارك سبيكتور: فارس القمر #41-44 و هدايا مارفل كومكس ‏ #108-111 والمحاربون الجدد #27 و البدوي الجزء الثاني #7 و كوسار #38-40 و الفضة السمور و الحزمة البرية ‏ #4-5 و  سيلفر سيرفر الجزء الثالث #67-69 و السائرأثناء النوم ‏ #18و الرجل العنكبوت #24  رجل العجائب #13-14. نُشرت كل هذه القصص  في الفترة بين تموز / يوليو وتشرين الثاني / نوفمبر 1992. ما هذا..؟!  #20 عرضت قصة ساخرة حول كفاح مختلف الأبطال الخارقين الكوميديين ضد «حرب اللانهاية».

## ملخص الحُبكة
عندما يستولي البطل آدم وارلوك على قطع أثرية تعرف باسم الأحجار اللامتناهية، فإنه يطرد الجوانب الجيدة والشريرة من كيانه ليصبح كائنًا منطقيًا تمامًا ومن ثم يمكنه استخدام الأحجار بحكمة. يعيد هذا الفعل خلق شخصيته «الشريرة» وعدوه المجوس الذي يرغب في غزو العالم والانتقام من وارلوك والجبار ثانوس. (وفي الوقت نفسه، يجرى إحضار آدم عديم المشاعر أمام «هيئة محلفين» للقوى الكونية ويتخلى بإرادته عن ألوهيته بمجرد أن يثبت أنه «مذنب» بعدم الجدارة) يجمع المجوس خمس وحدات احتواء فلكية (اسم آخر للمكعبات الكونية) ومع القوة المكتسبة يعجز الكيان الكوني إيترنتي حيث يخلق عالم متعدد الأبعاد وجيش من المستنسخين – الشر «مرآة» لأبطال الأرض الخارقين.
بعد التحقيق في طاقة وحدات الاحتواء، يكتشف ثانوس المجوس ويتراجع ليحذر وارلوك. يُحقق غالاكتوس والعديد من أبطال كوكب الأرض أيضًا ثم يحاولون إحياء إيترنتي حيث سيُطلب من الكيان تقديم عريضة إلى المحكمة الحية التي أصدرت مرسومًا بعدم إمكانية استخدام الأحجار اللامتناهية بانسجام في عالم الأرض - 616. المنطق هو أنه إذا كان يمكن إعادة تنشيط الأحجار، فيمكن محو المجوس من الوجود. يرسل المجوس المستنسخين إلى الأرض لإلهاء الأبطال وتفجرالنسخة الشريرة من سيد مدهش قنبلة غاما عند تجمع الأبطال في فور فريدمز بلازا، ومع ذلك، تحتوي المرأة غير المرئية الانفجار في حين يوجه إله الرعد ثور الإشعاع إلى الفضاء ويجعل هجوم المجوس المفاجئ ومستنسخ ثانوس الأبطال يعتقدون أن الشخصين متحالفين الآن. 
تصل القصة للذروة في قاعدة المجوس حيث يُحرر مجموعة من الأبطال أولئك الذين استُبدلوا بـالمستنسخين ويصل المغامر الكوني كوسار ومعه الألتيمت نوتيفاير (مع تحفيز ثانوس لكوسار لاستخدامه ضد المجوس ومعرفته أن كوسار سيُدمر أيضًا) ويظهر الأشرار كانغ الفاتح و دكتور دووم على أمل تسخير مصدر الطاقات القوية المكتشفة.
يقبض المجوس على وارلوك والأحجار التي لا تزال غير نشطة ويهاجمهما كلًا من كانغ ودووم. يُهزم ورلوك ويضعف المجوس بشدة في المعركة ثم يحاول استخدام وحدات الاحتواء لكنه يكتشف أنها سُرقت. يخون دووم كانغ ويوقفه ثم يطلب الأحجار من المجوس. ومع ذلك، أُعيد إحياء ايترنتي للتو وطلب إعادة تنشيط الأحجار، الطلب الذي وافقت عليه المحكمة الحية. يهزم مجوس، الذي على ما يبدو قادر على كل شىء، دووم بكل سهولة ويحلل كوسار الذي يصل ومعه الألتيمت نوتيفاير. يهزم ثانوس مستنسخه ويشتت انتباه المجوس مما يسمح لوارلوك بالمصارعة مع الشرير من أجل الأحجار. يطلق وارلوك كائن من الأحجار وهو مركب للكيان إيترنتي وتوأمه إنفينيتي. يُعجز الكائن المجوس ويسمح لوارلوك بامتصاص المجوس في جوهرة الروح. تضع تلك التجربة وارلوك فيغيبوبة.
يكشف ثانوس إلى الأبطال المجتمغين أن المجوس قد خُدِع ولم يكتسب مطلقًا القدرة المطلقة حيث أن جوهرة الواقع - التي اتضح أن ثانوس هو الوصي السري عليها- كانت مزيفة بطريقة مقنعة. يعود الأبطال إلى الأرض وتكشف الصفحة الأخيرة من العدد الأخير عن سرقة شخصية وارلوك «الجيدة» لوحدات الاحتواء، الإلهة. بالإضافة إلى هذه التطورات، ايترنتي - الذي على ما يبدو«انتدب» من قبل المحكمة الحية لأخذ مثل هذا القرار- بعد ذلك يعلن أنه لن يكون من الممكن استخدام الأحجار مرة أخرى كوحدة واحدة، بغض النظر عن أي أزمة مستقبلية تصيب الكون.